# باسكال تشاربونو
باسكال تشاربونو (بالإنجليزية: Pascal Charbonneau)‏ (ولد في 6 مايو 1983 في مونتريال في كيبيك) لاعب شطرنج كندي يحمل لقب أستاذ كبير.

## الإنجازات
- فاز ببطولة كندا المغلقة للشطرنج مرتين عام 2002، 2004.
- مثل كندا في أولمبيادات الشطرنج أعوام 2000، 2002، 2004، 2006، 2008.
- هزم إيغور ميلادينوفيتش الأستاذ الكبير في مباراة استعراضية في مونتريال عام 2000، حيث لم يكن يحمل حينها لقب دولي.
- نال منحة شطرنج في جامعة ماريلاند في بالتيمور عام 2001.

## روابط خارجية
- باسكال تشاربونو على موقع الاتحاد الدولي للشطرنج (الإنجليزية)
- باسكال تشاربونو على موقع مباريات الشطرنج (الإنجليزية)
- باسكال تشاربونو على موقع 365Chess.com (الإنجليزية)
- باسكال تشاربونو على موقع Chesstempo.com (الإنجليزية)
- باسكال تشاربونو على موقع الاتحاد الأمريكي للشطرنج (الإنجليزية)
- باسكال تشاربونو سجل أولمبياد الشطرنج على موقع OlimpBase.org (الإنجليزية)